# Robin Fensch
Robin Fensch (* 13. Februar 1993 in Hamburg) ist ein deutscher Footballspieler.

## Laufbahn
2012 wechselte Fensch von der Jugend der Hamburg Blue Devils zu den Kiel Baltic Hurricanes in die GFL. Er wurde in seinem ersten Kieler Jahr mit der Mannschaft deutscher Vizemeister. 2014 gewann er mit Kiel den Titel in der European Football League (EFL). Im Vorfeld des Spieljahres 2015 ging Fensch nach Hamburg zurück und schloss sich dem GFL-Aufsteiger Hamburg Huskies an. 2017 wechselte der in der Offensive Line eingesetzte Spieler (1,94 Meter Körpergröße und 132 Kilogramm Körpergewicht) zum Regionalligisten Elmshorn Fighting Pirates. Mit Elmshorn schaffte Fensch den Aufstieg in die zweite Liga und 2019 den Sprung in die GFL. Da die Saison 2020 wegen der Ausbreitung der Krankheit COVID-19 abgesagt wurde, spielte er letztlich mit den Holsteinern aber nicht in der höchsten deutschen Liga. 2021 wechselte er zu den Hamburg Sea Devils in die europäische Spielklasse ELF. 2023 unterschrieb er einen Vertrag bei den Madrid Bravos, die ebenfalls in der European League of Football spielen.

### Nationalmannschaft
Mit der deutschen Nationalmannschaft wurde er 2014 Europameister und 2017 Silbermedaillengewinner bei den World Games.